# Claudia Nußelt
Claudia Nußelt (* 2. September 1978) ist eine deutsche Fußballspielerin, die seit dem Jahr 2011 beim Zweitligisten TSV Crailsheim unter Vertrag steht.

## Karriere
Zwischen 2004 und 2008 spielte Nußelt für Crailsheim und konnte dort nach dem Erstligaabstieg 2005 ein Jahr später den erneuten Aufstieg in die höchste deutsche Spielklasse feiern. Nach der Saison 2007/08 wechselte sie zurück zu ihrem Stammverein VfL Ehingen, bei dem sie bereits um die Jahrhundertwende aktiv gewesen war. In den Saisons 2009/10 sowie 2010/11 agierte sie dort zusätzlich auch als Trainerin der Mannschaft. In der Saison 2011/12 lief Nußelt erneut für Crailsheim auf und wurde mit 16 Treffern gemeinsam mit Natalia Mann Torschützenkönigin der Südstaffel.

## Erfolge
- 2005/06: Zweitligameisterschaft und Aufstieg in die Frauen-Bundesliga mit dem TSV Crailsheim
- 2011/12: Torschützenkönigin der 2. Bundesliga Süd